# Efraín Trelles
Efraín Trelles Aréstegui (Andahuaylas, 28 de mayo de 1953-Lima, 1 de abril de 2018) fue un historiador, escritor, periodista y comentarista deportivo peruano de prensa escrita, televisión y radio.

## Biografía
Efraín Trelles nació en 1953 en Andahuaylas. Historiador formado en historia colonial, graduado por la PUCP, con una tesis de licenciatura que se transformó en un clásico: Lucas Martínez Vegazo. Funcionamiento de una encomienda peruana inicial. Fue uno de los pioneros en introducir el análisis de datos y modelos computarizados en su estudio sobre las lealtades de los curacas en la rebelión de Túpac Amaru II, que publicó con Magnus Mörner en 1986. Luego, viajó a la Universidad de Austin para hacer sus estudios de doctorado.
Su incursión en el periodismo deportivo se inició como una afición personal. Trabajó como columnista en varios diarios de la capital peruana, como Expreso y La República. Ejerció su labor de periodista e historiador en RPP y Latina. Su último trabajo fue como conductor del programa La cátedra, de Radio Nacional, junto a Roberto Zegarra, Wilmer del Águila, Ítalo Villarreal, Martín Fernández, Miguel Portanova, Santos Calderón, Dante Mateo, Tito Ponte, José Espinoza, entre otros periodistas.

### Fallecimiento
El 1 de abril de 2018, se confirmó su fallecimiento, que había ocurrido a las 13:00. La noticia fue inesperada y enlutó al periodismo deportivo peruano. Sus restos fueron velados en la iglesia del Sagrado Corazón de Jesús, calle Santorín n.º 258, en el distrito de Santiago de Surco.

## Obras
- Lucas Martínez Vegazo. Funcionamiento de una encomienda peruana inicial
- Linajes y futuro
- Nicolás de Rivera, Primer Alcalde Lima

Estuvo investigando la creación del Puericultorio Pérez Araníbar.